# Tucanos
Em etnologia, o termo Tucano (também usa-se Tukano), além de designar os grupos indígenas cujas línguas pertencem à família linguística tucano, remete ainda a uma etnia indígena específica que habita o Noroeste do estado brasileiro do Amazonas, mais precisamente as Terras Indígenas Alto Rio Negro, Médio Rio Negro I, Médio Rio Negro II e Balaio, bem como a Colômbia.
Os nomes dos diversos povos tucanos foram dados por outros povos, indígenas ou não, sendo usados somente em determinados contextos. Os povos Tucano dividem-se em dois ramos linguísticos: o Tucano Oriental e o Ocidental. Os povos falantes do ramo oriental habitam desde Colômbia até o Brasil, enquanto os povos do ramo ocidental habitam o Peru, a Bolívia e o Equador na região do rio Napo, a exemplo dos Siona e Secoya.
Existem pelo menos dezesseis diferentes línguas classificadas como Tukano Oriental, todas elas faladas por povos que habitam o noroeste do estado brasileiro do Amazonas e o departamento colombiano do Vaupés. No Brasil, os tukano habitam toda a bacia do rio Uapés e o trecho do rio Negro entre a foz daquele rio e as imediações da cidade de Santa Isabel do Rio Negro, incluindo a cidade de São Gabriel da Cachoeira.

## Tucano oriental

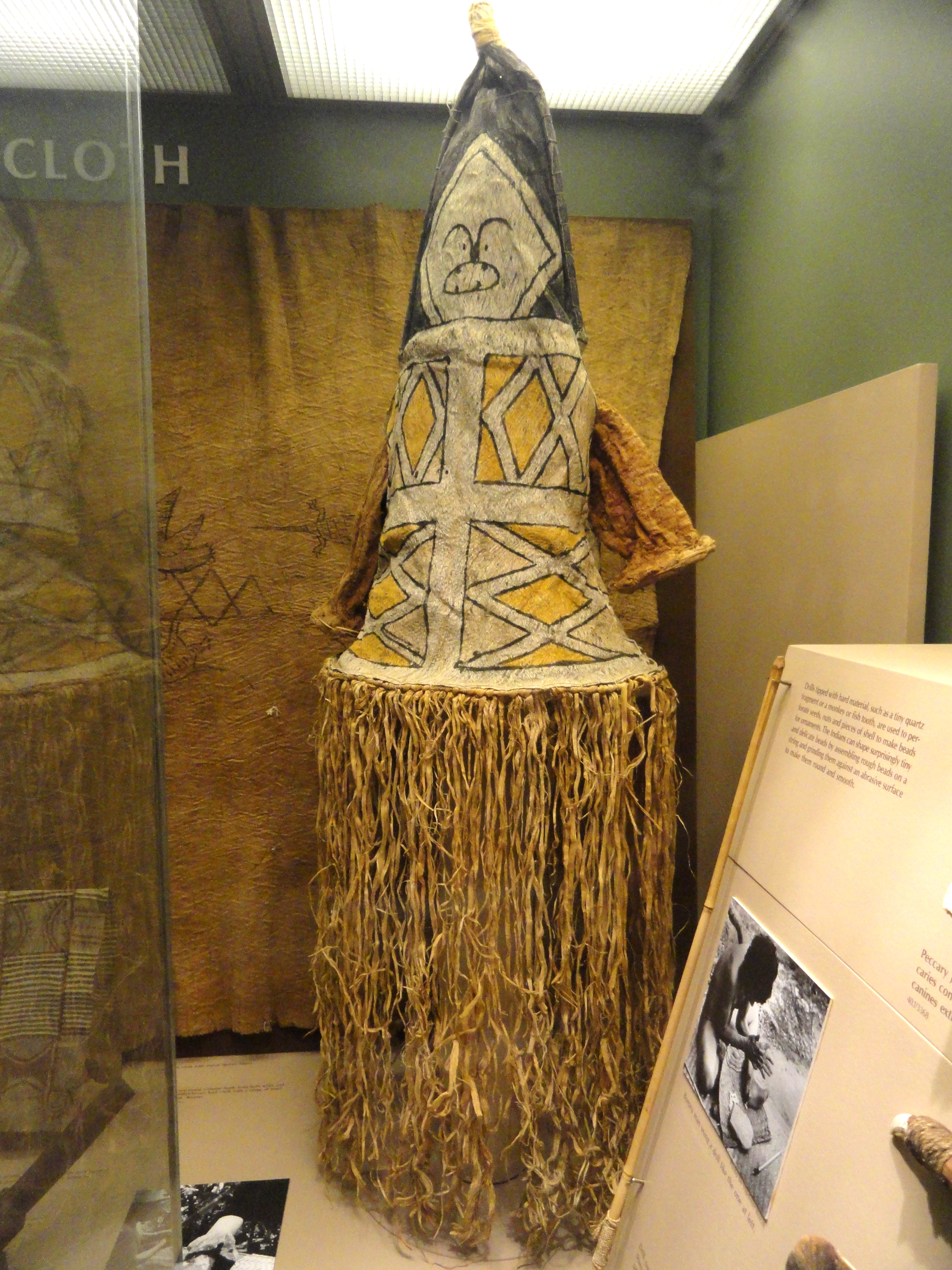
Veste cerimonial tucana em exibição no Museu Americano de História Natural.

Entre os grupos do ramo Tucano Oriental, a identidade do povo fundamenta-se na língua. Em sua cultura, o casamento é sempre realizado com uma mulher de outro povo, e, portanto, de língua diferente, num sistema de casamento baseado em normas de exogamia linguística. Graças a isso, os grupos Tucano estão numa situação de multilinguismo que não tem paralelo em nenhum outro lugar do mundo, pois cada indivíduo fala no mínimo três línguas, e é comum que fale cinco ou mais.

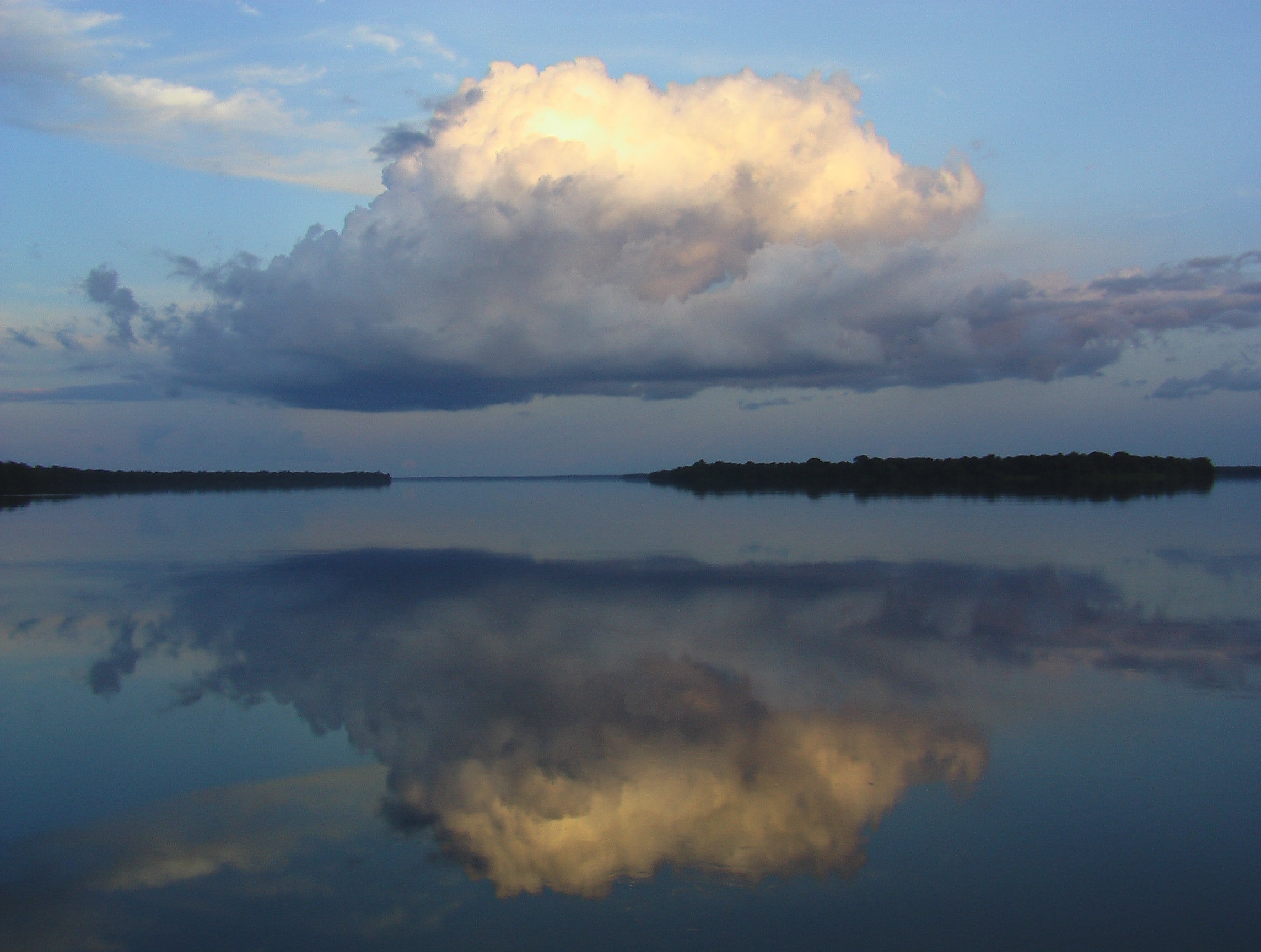
Rio Negro (Amazonas).

Após o casamento, a mulher deve ir viver com o povo de seu marido no qual passa a fazer parte deste. Por isso, a identidade étnica do indivíduo é definida pela língua do povo paterno. Além disso, este aprende sempre, desde a infância, a língua do povo original de sua mãe, a língua tucano, que é considerada língua franca entre os povos tucanos da sub-região do Uaupés, onde também se aprende o português. O nheengatu é também falado pelos habitantes dos arredores de São Gabriel da Cachoeira e Santa Isabel e nas comunidades do Alto Rio Negro até a fronteira com a Venezuela. Além disso, muitos costumam aprender também línguas das famílias Aruák e Maku, presentes na região, e o espanhol, pela proximidade com a Colômbia.
Segundo estimativas de 2005 compiladas pela DSEI - Federação das Organizações Indígenas do Rio Negro, a população da etnia Tucano no Brasil era de 6.241 pessoas. Segundo a mesma fonte, o número total de indivíduos das etnias da família linguística Tucano no Brasil era cerca de 12.650.

## Povos do ramo tucano oriental (e suas línguas)
- Arapaso

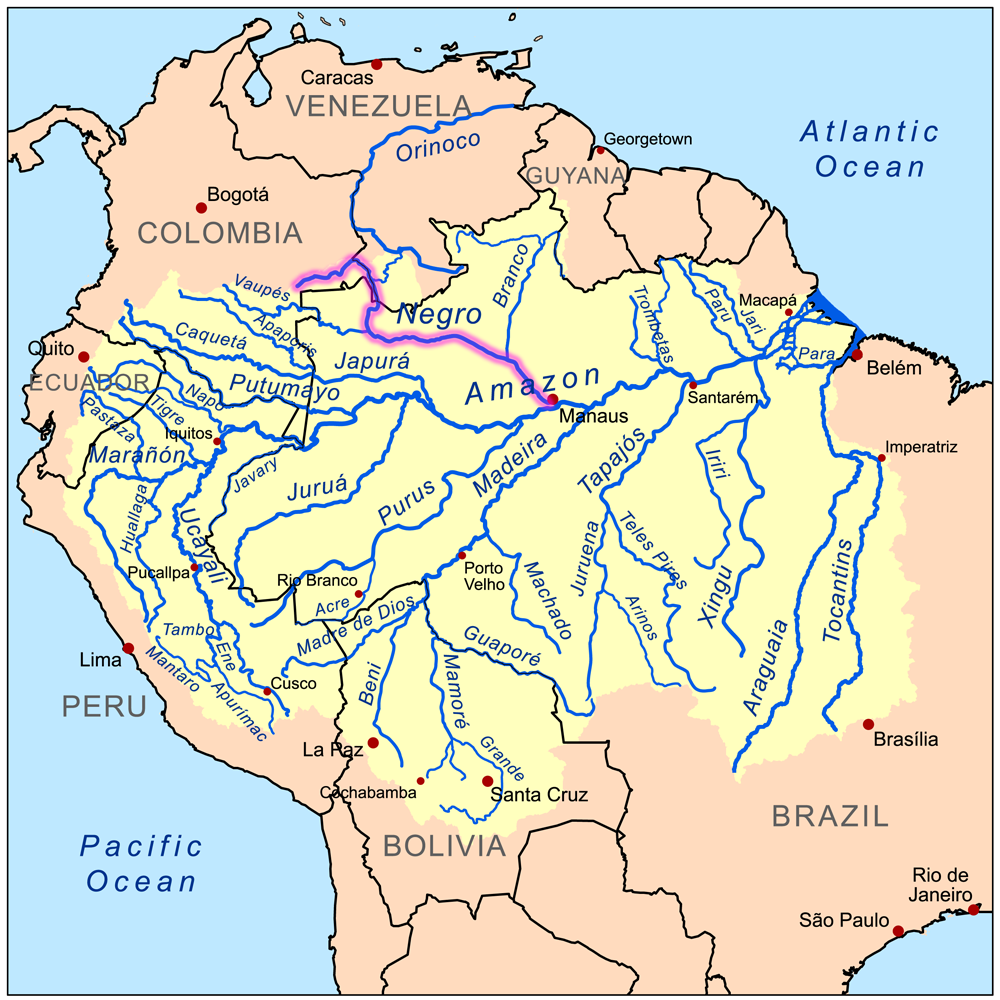
Mapa mostrando as bacias do Rio Negro e do Amazonas.

- Bará (Autodenominam-se Waípinõmakã)
- Barasana (Autodenominam-se Hanera)
- Desana (Autodenominam-se Ūmūkomasã)
- Karapanã (Autodenominam-se Mūteamasa, Ūkopinõpõna)
- Kubeo (ou Kubewa) (Autodenominam-se Kubêwa ou Pamíwa)
- Makuna (Autodenominam-se Yeba-masã)
- Miriti-tapuya ou Buia-tapuya
- Siriano (Autodenominam-se Siria-masã)
- Taiwano, Eduria ou Erulia (Autodenominam-se Ūkohinomasã)
- Tatuyo, Tuyuka (Autodenominam-se Ūmerekopinõ)
- Tariana (Autodenominam-se Taliaseri)
- Tucano (propriamente dito) / (Autodenominam-se Daséa ou Ye’pâ-masa; no masculino singular: Ye’pâ-masi; no feminino singular: Ye’pâmaso; no plural: Ye’pâ-masa[10]:3)
- Wanana ou Wanano (Autodenominam-se Kotiria)
- Waikhana (ou Pirá-tapuya)
- Yurutí (Autodenominam-se Yūtabopinõ)
- Tuiúcas (Autodenominam-se Dokapuara, Utapinõmakãphõná)